# Pronome possessivo
I pronomi possessivi sono pronomi che servono a precisare a chi appartengono la persona, l'animale o la cosa indicati dal nome che sostituiscono. Si presentano con le stesse forme degli aggettivi a cui corrispondono. Il pronome possessivo è sempre preceduto dall'articolo determinativo o da una preposizione articolata.
Oltre ai sei principali esistono altri due pronomi possessivi di terza persona, proprio ed altrui:
- proprio si usa solamente quando colui che possiede qualcosa è il soggetto della frase
- altrui è invariabile, sta a significare "di altri"  ( poco usato come pronome).

Sotto forma di pronomi, i possessivi vengono sempre usati con l'articolo.
| I pers. sing.   | Mio (Mia, Miei, Mie)               |
| II pers. sing.  | Tuo (Tua, Tuoi, Tue)               |
| III pers. sing. | Suo (Sua, Suoi, Sue)               |
| I pers. plur.   | Nostro (Nostra, Nostri, Nostre)    |
| II pers. plur.  | Vostro (Vostra, Vostri, Vostre)    |
| III pers. plur. | Loro (Invariabile)                 |
| III pers.       | Proprio (Propria, Propri, Proprie) |
| III pers.       | Altrui (Invariabile)               |

Per chiarire la differenza tra pronome e aggettivo possessivo si veda il seguente esempio:
- La mia mela è verde, la sua è rossa.

## L'uso sostantivato
In molte espressioni, il pronome possessivo può essere usato con valore di sostantivo con alcuni significati particolari, ad esempio:
- Ognuno ha il diritto di dire la sua = Ognuno ha il diritto di esprimere la propria opinione.
- Essi sono dei nostri = Essi sono del nostro gruppo.